# ذبيح أباد (شيرنغ)
ذبیح أباد (بالفارسية: ذبیح آباد) هي منطقة سكنية تقع في إيران في قسم شیرنغ الریفي. يقدر عدد سكانها بـ 163 نسمة .